# Qingdao Airlines
Qingdao Airlines (chinesisch 青岛航空) ist eine chinesische Fluggesellschaft mit Sitz in Qingdao und Basis auf dem Flughafen Qingdao-Liuting.

## Geschichte
Qingdao Airlines wurde im Juni 2013 gegründet. Am 26. April 2014 nahm sie den Flugbetrieb mit einem Flug von Qingdao nach Chengdu auf. Am 25. September 2013 bestellte sie bei Airbus neben fünf A320-200 18 A320neo. Bis 2020 soll die Flotte auf 60 Flugzeuge wachsen.
Am 10. August 2015 gab Qingdao Airlines an, sich in nächster Zeit in Newloong Air umzubenennen.

## Flugziele
Ab Qingdao fliegt Qingdao Airlines nationale Ziele an.

## Flotte
Mit Stand Juli 2022 besteht die Flotte der Qingdao Airlines aus 34 Flugzeugen mit einem Durchschnittsalter von 4,2 Jahren:
| Flugzeugtyp     | aktiv | bestellt | Anmerkungen                | Sitzplätze | Alter     |
| --------------- | ----- | -------- | -------------------------- | ---------- | --------- |
| Airbus A320-200 | 14    |          | mit Sharklets ausgestattet | 150        | 6,9 Jahre |
| Airbus A320neo  | 18    | 3        | einer inaktiv              | 180        | 2,5 Jahre |
| Airbus A321neo  | 02    | 4        | beide inaktiv              | − offen −  | 0,8 Jahre |
| Gesamt          | 34    | 7        |                            |            | 4,2 Jahre |

### Aktuelle Sonderbemalungen
| Bemalung        | Flugzeugtyp     | Luftfahrzeugkennzeichen | Zeitraum         | Bild |
| --------------- | --------------- | ----------------------- | ---------------- | --- |
| Wonderful Jilin | Airbus A320-200 | B-8443                  | seit Januar 2019 | Bild gesucht Die Wikipedia wünscht sich an dieser Stelle ein Bild. Falls du dabei helfen möchtest, erklärt die Anleitung , wie das geht. |